# IC 2660
IC 2660 — галактика типу E (еліптична галактика) у сузір'ї Лев.
Цей об'єкт міститься в оригінальній редакції індексного каталогу.